# Tom au paradis
Pour plus de détails, voir Fiche technique et Distribution.
Tom au paradis (Heavenly Puss) est un cartoon Tom et Jerry réalisé par Bill Hanna et Joe Barbera en 1949.

## Synopsis
En pourchassant Jerry, Tom se retrouve mort écrasé par un piano et fut retrouvé au paradis. Mais le guichetier de l'Express Paradis lui annonce qu'avec un certificat de chasser une pauvre petite souris innocente (c'est-à-dire Jerry), il ne peut pas y aller. Il doit alors faire signer à Jerry un certificat d'amitié sous prétexte qu'il finira en enfer...
Mais tout ça n'est qu'un rêve de Tom.